# فرمری
فرمری (به فرانسوی: Frémery) یک کمون در فرانسه است که در Canton of Delme واقع شده‌است.

## خصوصیات
فرمری ۴٫۳۹ کیلومترمربع مساحت و ۶۶ نفر جمعیت دارد و ۳۳۰ متر بالاتر از سطح دریا واقع شده‌است.